# Piedras Coloradas
Piedras Coloradas é uma localidade uruguaia  que faz parte do município de Piedras Coloradas, no departamento de Paysandú, a 49km de distância da capital Paysandú, próximo ao Arroyo del Gato Chico..

## Toponímia
A localidade possui pelas rochas de cor avermelhada dos cerros da região.

## População
Segundo o censo de 2011 a localidade contava com uma população de 1094 habitantes.
| Variação demográfica do município entre 1963 e 2011 |
|                                                     |

## Autoridades
A localidade é subordinada ao município de Piedras Coloradas.

## Esportes
A cidade de Piedras Coloradas possui um clube que joga na Liga de Fútbol de Paysandú (afiliada à OFI): o Deportivo Piedras Coloradas.  .

## Religião
A localidade possui uma capela "São Pedro", subordinada à paróquia "São Bendito e Nossa Senhora do Rosário" (cidade de Paysandú), pertencente à Diocese de Salto)

## Transporte
A localidade possui a seguinte rodovia:
- Ruta 90, que liga Paysandú a cidade de Guichón. [10][11][12]